# Rocca Canterano
Rocca Canterano je italská obec v provincii Roma v oblasti Lazio.
V roce 2013 zde žilo 184 obyvatel.

## Sousední obce
Agosta, Anticoli Corrado, Canterano, Cerreto Laziale, Gerano, Marano Equo, Saracinesco

## Vývoj počtu obyvatel
Zdroj: 